# Reisa Nemzeti Park
A Reisa Nemzeti Park Norvégia északi Troms megyéjében, Nordreisa község területén, a Reisaelva folyó völgyében, a Skandináv-hegységben terül el. A finn határ mentén fekszik, a határ túloldalán a Käsivarsi természetvédelmi terület található.

## Flóra és fauna
Növényzete a fajtaváltozatosság szerint az egyik leggazdagabb Norvégiában, összesen 525 faj jelenlétét mutatták ki. A 230 Norvégiában jelen lévő alpesi növényfajból 193 megtalálható ebben a nemzeti parkban, köztük nagyon ritka virágok, mint például a Lysiella oligantha, aminek nagyobb állományai csak a Bajkál-tó mellett találhatók.
A ritka ragadozó madarak közül itt a gatyás ölyv, a szirti sas, a karvalybagoly, a vörös vércse és az északi sólyom is képviselteti magát. Néha a rétisas is felbukkan. Összesen mintegy 140 madárfajta van jelen a nemzeti park területén, köztük a mind ritkább sarki búvár, valamint a vetési lúd, kis lilik és az énekes hattyú.
Az emlősök közül a legnagyobbak a rozsomák, az eurázsiai hiúz és a sarki róka. Néha barnamedvék is látogatnak ide.

## Kapcsolódó szócikkek

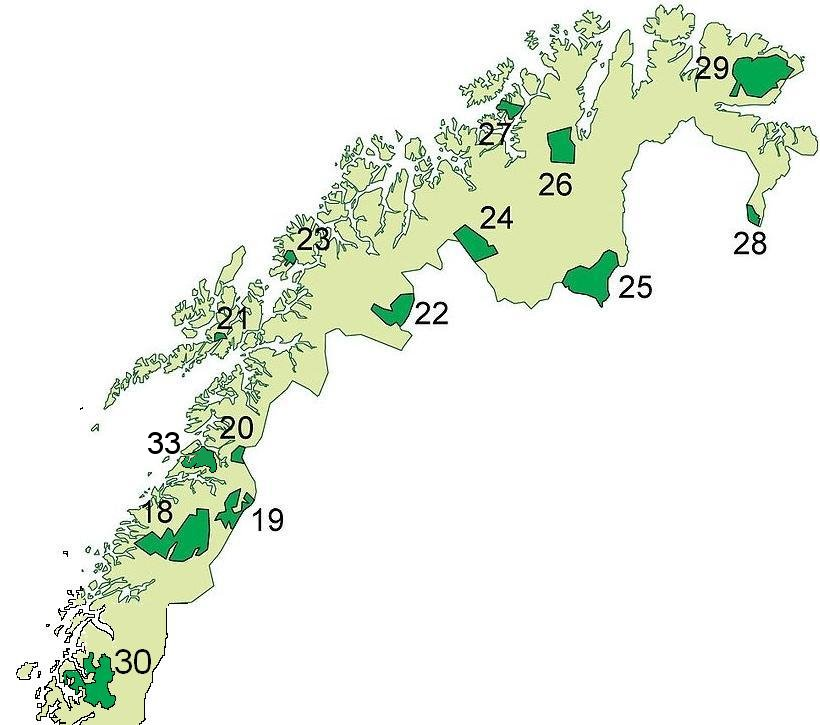
Észak-Norvégia nemzeti parkjai. A Reisa a 24. számú